# Середньовічні рукописи з медицини та аптечної справи (Інститут рукописів НАНА)

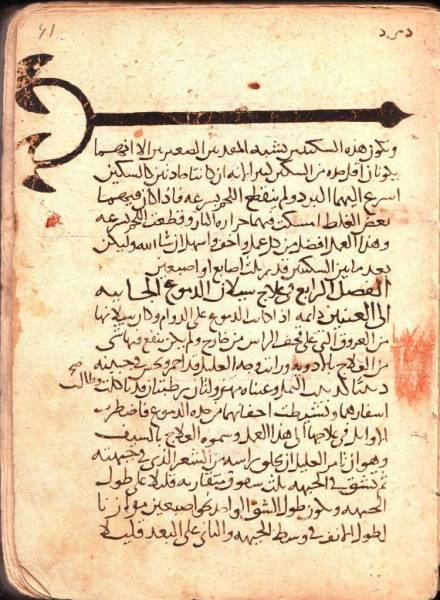
Копія XIII століття рукопису «Аль-Макала ас-Саласун» арабського лікаря Абуль-Касима аз-Захраві

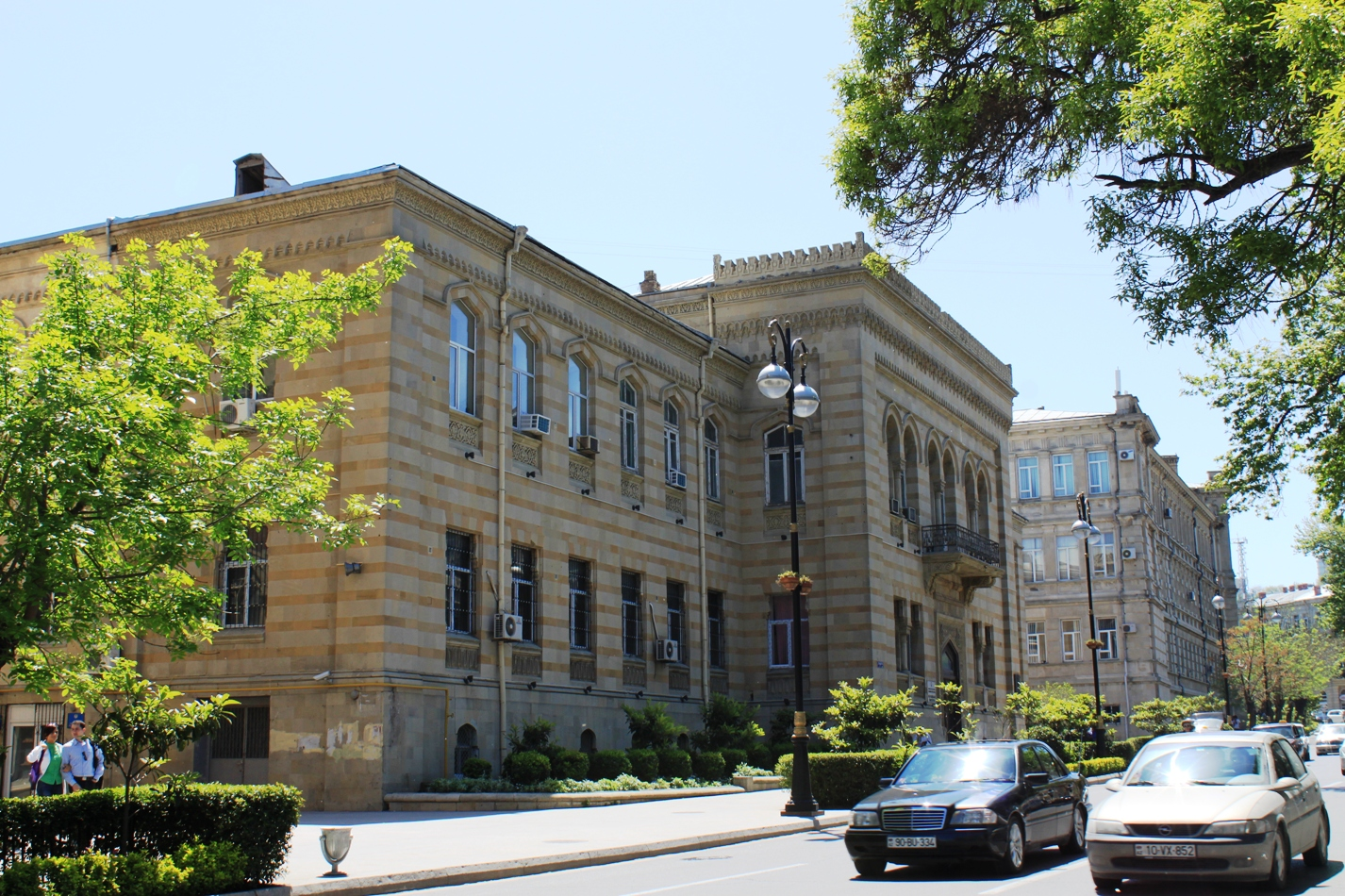
Інститут рукописів Національної Академії Наук Азербайджану в Баку — місце зберігання рукописів

Середньовічні рукописи з медицини та аптечної справи зберігаються в Інституті рукописів Національної Академії Наук Азербайджану імені Мухаммеда Фізулі в Баку. Колекція налічує близько 12 тисяч одиниць зберігання і є об'єктом документальної спадщини, який був наданий на розгляд Азербайджаном і включений у 2005 році до реєстру всесвітньої документальної спадщини «Пам'ять світу» ЮНЕСКО.

## Загальні відомості
Колекція середньовічних рукописів з медицині та аптечної справи включає 363 старовинні рукописи з медицини. 222 з цих рукописів написані перською мовою, 71 - тюркською (староазербайджанською і старотурецькою), а 70 - арабською. Одним із найстаріших рукописів у колекції є рукопис «Канону лікарської науки», написаний Ібн Сіною. Копія цього рукопису була зроблена в 1143 році в Багдаді і придбана республіканським фондом Академії наук Азербайджанської РСР у 1956 році. Поряд з нею був придбаний і другий рукопис «Канону», переписаний у 1259 році. Він більш повний і представлений третьою, четвертою та п'ятою книгами другого тому «Канону». Переписувачем цього рукопису є відомий медик XIII століття Мансур-ібн Ібрагім-ібн Абі Сайд Хамеданн. Ці рукописи дуже добре збереглися. Починаючи з XIX століття вони дбайливо передавалися з покоління в покоління в родині азербайджанського (шушинського) медика Гаібова. В рукописному фонді Академії є й перша книга «Канону», переписана наприкінці XIII століття, коментар до «Канону» ширазького медика Гутбеддіна і рукопис «Книги зцілення».
Найбільш цінними рукописами з медицини перською мовою, які зберігаються в Інституті рукописів, є такі: «Іхтіярат-і Бадії» Хаджі Зейналабдіна Аттара, копія якого була зроблена у XVIII столітті, «Кіфайят аль-Муджахіда» Мансура бін Ільяса, копія якого була зроблена в 1653 році, «Тухфат аль-Мумінін» Мухаммада Му'міна (копія зроблена в 1713 році) та інші.
Деяка кількість книг з медицини є пам'ятками XIV—XIX століть. До них належать «Джам аль-Багхдаді» Юсифа бін Ісмаїл Хоуї, оригінал якої був написаний арабською в 1311 році (в колекції Інституту є середньовічний переклад цієї книги перською мовою), «Кітаб аль-Мудават» Абдула Маджида Хакіма, «Сіра жат-Тібб» Хасана бін Риза Ширвані, «Фава'ід аль-Хікмат» Хаджі Сулеймана Каждара Іравані, «Муаліджат-і Мунфарида» Абулхасана Марагхауї; «Хірга» Муртази Гулу Хана Шамлу Ардабілі та інші.
В Інституті рукописів є також багато копій деяких арабських, перських, азербайджанських і турецьких рукописів з медицини. До таких належать написана в 1669 році «Тухфат аль-Мумінін» Мухаммада Му'міна (33 повних і неповних копій), написана 1728 році «Зад аль-Мусафірін» Мухаммада Махді (13 копій), написана в 1586/7-1628/9 рр. «Гарабадін» Музаффара бін Мухаммада Шафа'і (9 копій), написана в 1638 році «Іхтіярат-і Бадії» Хаджі Зейналабдіна Аттара (5 копій), «Тіббнаме» Мухаммеда Юсифа Ширвані. Серед цих рукописів є кілька рідкісних та цінних зразків, що мають всесвітнє значення.
Багато з медичних рукописів Інституту придбані з приватних колекцій таких азербайджанських вчених і мислителів XIX — початку XX століття, як Аббас-Кулі-ага Бакіханов, Мірза Фаталі Ахундов, Абдулгані Афанді Халісагаризаде, Хусейн Афанді Гаібов, Бахман Мірза Каджар і Мір Мохсун Навваб.

## Збірки документів на специфічну тему
Три одиниці, що зберігаються в Інституті рукописів, були номіновані для включення до Реєстру як збірки документів на специфічну тему. Це «Захіраї-Нізамшахі» перського лікаря Рустама Джурджані, друга книга «Канон лікарської науки» перського вченого Ібн Сіни (Авіценна) і «Аль-Макала ас-Саласун» арабського лікаря і науковця з Андалусії Абу аль Касім аль-Захраві.

### Колекція арабських і перських рукописів

#### «Захіраї-Нізамшахі»
«Захіраї-Нізамшахі» (Запасники Нізамшаха) Рустама Джурджані є оригінальною працею, схожою на «Захіраї-Харазмшахі» Зейнаддіна Ібн Абу Ібрагіма Джурджані (XII століття), відомого автора з Центральної Азії. Даний рукопис існує в єдиному екземплярі і не знайдений в жодному іншому сховищі рукописів світу. Назва даного рукопису також не фігурує в жодному з відомих каталогів світу. Дата компіляції скопійованого в XVI столітті рукопису не відома.

У цій книзі, написаній на білому папері чорним чорнилом, містяться описи фармацевтичних особливостей лікувальних трав, субстанцій тваринного походження, мінералів, а також різних ліків. Дана праця вплинула на розвиток медицини та фармакології в країнах і регіонах, де використовувався перська мова. Частково був досліджений і в Азербайджані. Даний рукопис «Захіраї-Нізамшахі» досі не перекладено і не видано.

Копія XVI століття рукопису «Захіраї-Нізамшахі» Рустама Джурджані
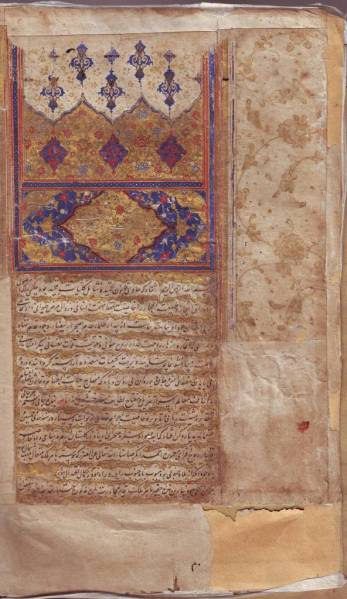
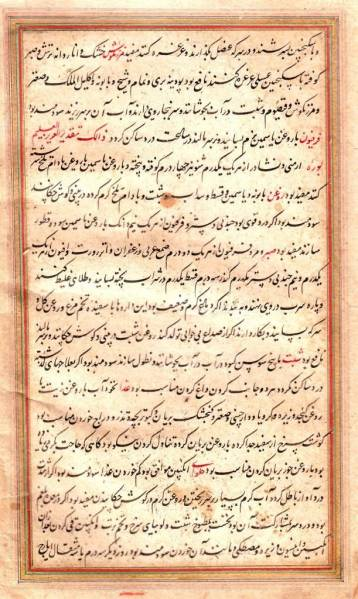
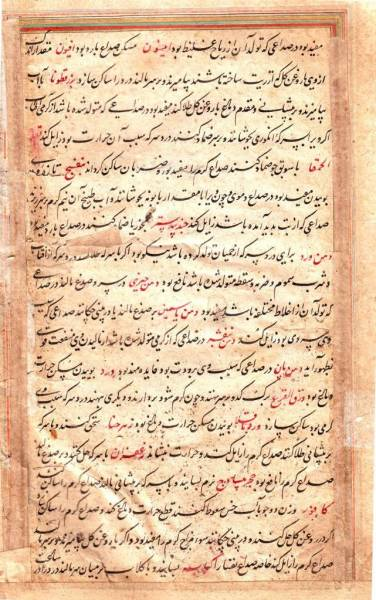
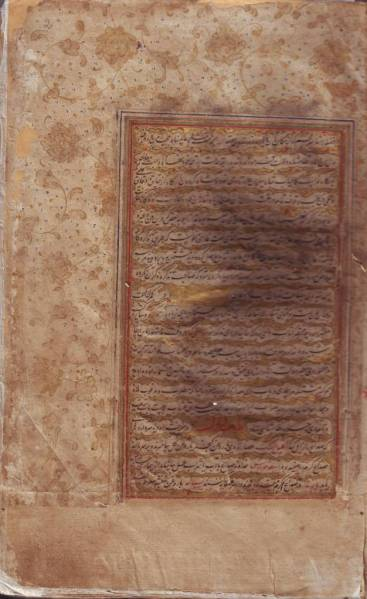

#### «Канон лікарської науки»
Цей рукопис, написаний на товстому білому папері, є найстарішим рукописом «Канону» (Аль-Ганун фіат-Тибб) в Азербайджані і однією з найстаріших у світі. Він був скопійований у 1143 році в Багдаді, тільки через 104 роки після смерті автора. «Канон медицини» є відомою працею в галузі фармакології і медицини. Друга книга канону присвячена переважно фармакології. У ній міститься низка фармацевтичних описів сотень натуральних ліків: рослин, мінералів і речовин тваринного походження. Другий том «Канону» був перекладений узбецькою і російською мовами переважно з даного Бакинського рукопису (Ташкент, 1980-1982 роки).

Копія рукопису XII століття «Канону лікарської науки» Ібн Сіни
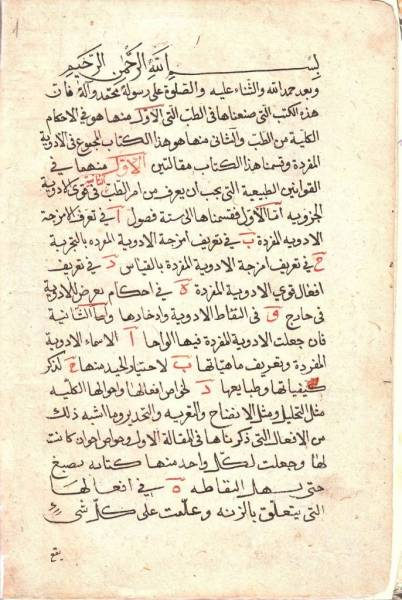
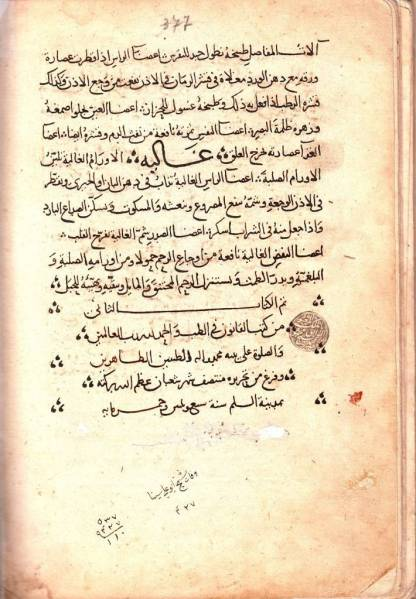
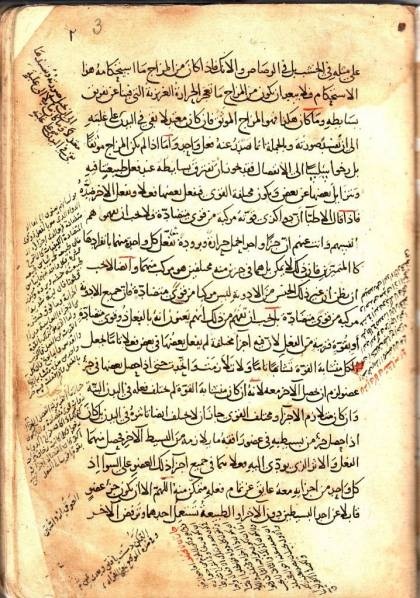
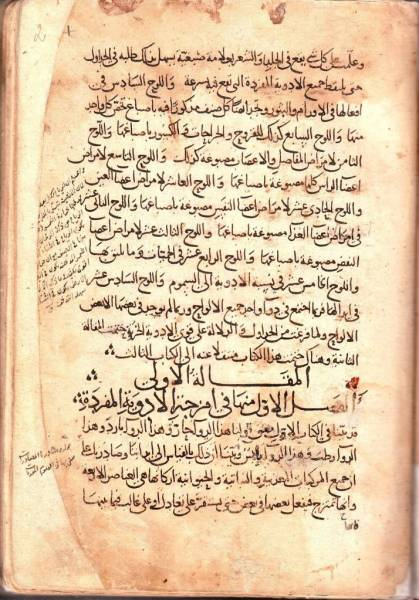

#### «Аль-Макала ас-Саласун»
Цей рукопис, написаний чорним чорнилом на тонкому білому папері філігранню, є одним з томів книги про «Хірургію і хірургічні інструменти», написаної арабською мовою. Цей рукопис містить зображення близько 200 середньовічних хірургічних інструментів. Захраві є єдиним середньовічним автором, який наводить зображення такого великого числа хірургічних інструментів, а також пояснює їх призначення. Факсимільне видання Бакинського рукопису та його переклад російською було виконане професором Зією Буніятовим і вийшло у світ в 1983 році в Москві. Ця копія книги XI століття була зроблена в XIII столітті.

Копія XIII століття рукопису «Аль-Макала ас-Саласун» Абуль-Касима аз-Захраві
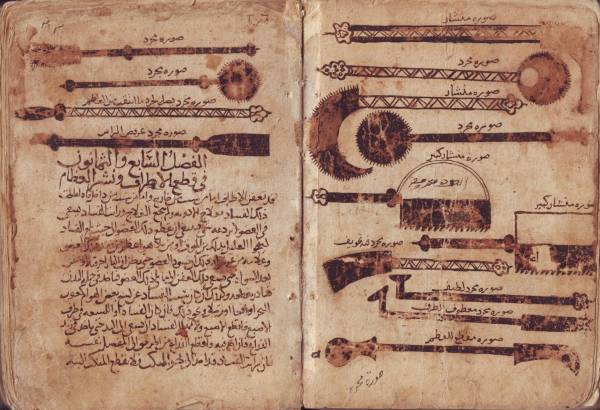
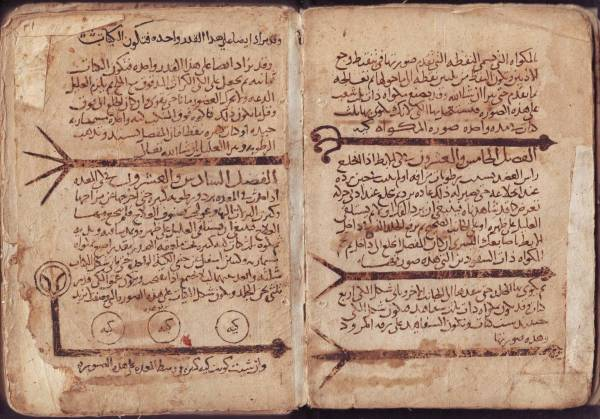
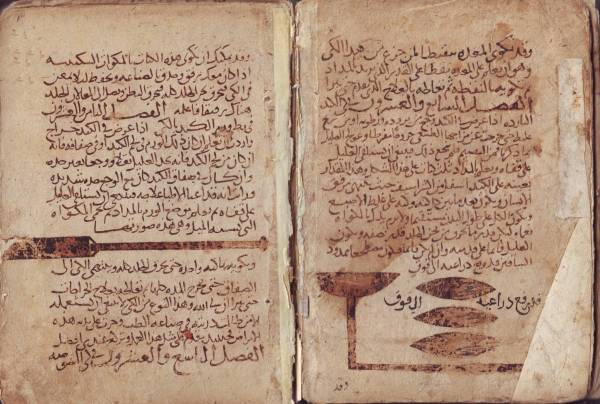